# Cupa Davis 2022
Cupa Davis 2022 a fost cea de-a 110-a ediție a Cupei Davis, cea mai importantă competiție pe echipe din tenisul masculin, la care s-au înscris un record de 148 de echipe naționale. Federația Rusă de Tenis a fost campioana en-titre, însă ca urmare a invaziei Ucrainei de către Rusia, Federația Internațională de Tenis a decis excluderea Rusiei și Belarusului din Cupa Davis.

## Turneul final al Cupei Davis

### Faza grupelor
- Loc: Unipol Arena din Bologna, Emirates Arena din Glasgow, Am Rothenbaum din Hamburg, Pavelló Municipal Font de Sant Lluís din Valencia.[3]
- Dată: 14–18 septembrie 2022[3]
- Format: Șaisprezece echipe au fost împărțite în patru grupe de câte patru, în care fiecare va concura una împotriva celeilalte. Echipele de pe primele două locuri din fiecare grupă vor ajunge în faza eliminatorie care se va disputa în noiembrie.

Cele 16 echipe care participă la turneul final al Cupei Davis sunt:
- 1 echipă finalistă a ediției anterioare (campioana en-titre Rusia a fost suspendată)
- 1 echipă semifinalistă cea mai bine clasată din ediția anterioară (anunțată de ITF la 13 martie 2022 ca fiind Serbia pentru a înlocui Rusia)[4]
- 2 echipe care primesc wild card (anunțate de ITF la 5 decembrie 2021 ca fiind Serbia și Marea Britanie; după suspendarea Rusiei, Canada a primit wild card)[5]
- 12 echipe câștigătoare ale unei runde de calificare, în martie 2022

Pentru detalii legate de calificare vezi Rundă calificare Cupa Davis 2022.
| Echipe participante | Echipe participante | Echipe participante | Echipe participante   | Echipe participante | Echipe participante |
| · Argentina         | · Australia         | · Belgia            | · Canada (WC)         |                     |                     |
| · Croația (2021F)   | · Franța            | · Germania          | · Marea Britanie (WC) |                     |                     |
| · Italia            | · Kazahstan         | · Țările de Jos     | · Serbia (2021SF)     |                     |                     |
| · Coreea de Sud     | · Spania            | · Suedia            | · Statele Unite       |                     |                     |
| ------------------- | ------------------- | ------------------- | --------------------- | ------------------- | ------------------- |

G = Grupă, SF = Scor final, M = Meciuri, S = Seturi, H = Gazdă
Pentru detaliile rezultatelor vezi Turneul final al Cupei Davis 2022
| G | Locul 1       | Locul 1 | Locul 1 | Locul 1 | Locul 2       | Locul 2 | Locul 2 | Locul 2 | Locul 3            | Locul 3 | Locul 3 | Locul 3 | Locul 4       | Locul 4 | Locul 4 | Locul 4 |
| G | Echipă        | SF      | M       | S       | Echipă        | SF      | M       | S       | Echipă             | SF      | M       | S       | Echipă        | SF      | M       | S       |
| - | ------------- | ------- | ------- | ------- | ------------- | ------- | ------- | ------- | ------------------ | ------- | ------- | ------- | ------------- | ------- | ------- | ------- |
| A | Italia (H)    | 3–0     | 7–2     | 16–7    | Croația       | 2–1     | 5–4     | 12–10   | Suedia             | 1–2     | 4–5     | 10–12   | Argentina     | 0–3     | 2–7     | 7–16    |
| B | Spania (H)    | 2–1     | 7–2     | 16–8    | Canada        | 2–1     | 5–4     | 11–12   | Serbia             | 2–1     | 4–5     | 10–10   | Coreea de Sud | 0–3     | 2–7     | 7–14    |
| C | Germania (H)  | 3–0     | 6–3     | 13–9    | Australia     | 2–1     | 6–3     | 12–8    | Franța             | 1–2     | 4–5     | 12–10   | Belgia        | 0–3     | 2–7     | 6–16    |
| D | Țările de Jos | 3–0     | 6–3     | 14–9    | Statele Unite | 2–1     | 5–4     | 11–12   | Marea Britanie (H) | 1–2     | 4–5     | 11–12   | Kazahstan     | 0–3     | 3–6     | 10–13   |

### Faza eliminatorie
- Loc: Martin Carpena Arena din Málaga
- Dată: 23-27 noiembrie 2022
- Suprafață: dură (interior)

## Grupa Mondială I
Douăzeci și patru de echipe participă în Grupa Mondială I, în serii decise acasă și în deplasare.
Aceste douăzeci și patru de echipe sunt:
- 11 echipe care au pierdut în turul de calificare pentru turneul final al Cupei Davis, în martie 2022 (vezi tabelul de mai sus)
- 12 echipe câștigătoare în play-off-ul Grupei Mondiale I (vezi tabelul de mai jos, rundă calificare Grupa Mondială I)
- 1 echipă învinsă cu cea mai bună clasare din play-off-urile Grupei Mondiale I (Uzbekistan)[6]

### Rezultate
Grupa I Mondială a Cupei Davis 2022 va avea loc în perioada 16–17 sau 17–18 septembrie. Cele 12 echipe câștigătoare din Grupa Mondială I vor juca în turul de calificare, iar cele 12 echipe învinse vor juca la Play-off-ul Grupei Mondiale I în 2023.
| Echipă gazdă               | Scor | Echipă deplasare | Oraș gazdă         | Arenă                               | Suprafață |
| -------------------------- | ---- | ---------------- | ------------------ | ----------------------------------- | --------- |
| Austria [1]                | 4–0  | Pakistan         | Tulln an der Donau | Tennis Club Tulln                   | zgură     |
| Columbia [2]               | 2–0  | Turcia           | Bogotá             | Carmel Club                         | zgură     |
| Israel                     | 1–3  | Cehia [3]        | Tel Aviv           | Shlomo Group Arena                  | dură      |
| Uzbekistan                 | 3–1  | Japonia [4]      | Tașkent            | Olympic Tennis School               | dură      |
| Ecuador [5]                | 1–1  | Elveția          | Salinas            | Salinas Golf & Tenis Club           | dură      |
| Peru                       | 1–1  | Chile [6]        | Lima               | Club Lawn Tennis de La Exposición   | zgură     |
| Portugalia                 | 3–1  | Brazilia [7]     | Viana do Castelo   | Centro Cultural de Viana do Castelo | dură      |
| Norvegia                   | 3–1  | India [8]        | Lillehammer        | Håkons Hall                         | dură      |
| Ucraina                    | 1–3  | Ungaria [9]      | Vilnius            | SEB Arena                           | dură      |
| Slovacia [10]              | 3–1  | România          | Bratislava         | NTC Arena                           | zgură     |
| Finlanda [11]              | 3–0  | Noua Zeelandă    | Espoo              | Espoo Metro Areena                  | dură      |
| Bosnia și Herțegovina [12] | 3–1  | Mexic            | Široki Brijeg      | Tennis Academy SET                  | zgură     |

### Runda de calificare
| Echipă gazdă   | Scor | Echipă în deplasare       | Oraș gazdă       | Loc desfășurare                     | Suprafață |
| -------------- | ---- | ------------------------- | ---------------- | ----------------------------------- | --------- |
| Chile [1]      | 4–0  | Slovenia                  | Viña del Mar     | Club Union de Tenis                 | Zgură     |
| India [2]      | 4–0  | Danemarca                 | New Delhi        | Delhi Gymkhana Club                 | Zgură     |
| Uzbekistan [3] | 2–3  | Turcia                    | Tashkent         | Olympic Tennis School               | Dură      |
| Portugalia [4] | 4–0  | Polonia                   | Porto            | Complexo Municipal de Ténis da Maia | Zgură     |
| Tunisia        | 1–3  | Bosnia și Herțegovina [5] | Tunis            | Tennis Club de Tunis                | Zgură     |
| Israel [6]     | 3–1  | Africa de Sud             | Așdod            | HaKiriya Arena                      | Dură      |
| Noua Zeelandă  | 3–1  | Uruguay [7]               | Las Vegas (SUA)  | Darling Tennis Center               | Dură      |
| Ucraina [8]    | 3–0  | Barbados                  | Antalya (Turcia) | Rixos Premium Belek                 | Dură      |
| Pakistan [9]   | 3–2  | Lituania                  | Islamabad        | Pakistan Sports Complex             | Zgură     |
| Peru [10]      | 3–1  | Bolivia                   | Lima             | Club Lawn Tennis de La Exposición   | Zgură     |
| Elveția        | 3–1  | Liban [11]                | Biel/Bienne      | Jan Group Arena                     | Dură      |
| Mexic [12]     | w/o  | Belarus                   | Mexico City      | Estadio Rafael Osuna                | Zgură     |

## Grupa Mondială II
Douăzeci și patru de echipe participă în Grupa Mondială II, în serii decise acasă și în deplasare.
Aceste douăzeci și patru de echipe sunt:
- 12 echipe care au pierdut în play-off-ul Grupei Mondiale I
- 12 echipe câștigătoare în play-off-ul Grupei Mondiale II

Echipe calificate
| - Barbados - Bolivia - Bulgaria - Taipeiul Chinez - Danemarca - Republica Dominicană - Egipt - El Salvador - Estonia - Grecia - Hong Kong, China - Indonezia | - Irlanda - Letonia - Liban - Lituania - Monaco - Polonia - Slovenia - Africa de Sud - Uruguay - Uzbekistan |

### Rundă calificare
| Echipă gazdă             | Scor | Echipă în deplasare   | Oraș gazdă                     | Loc desfășurare                             | Suprafață |
| ------------------------ | ---- | --------------------- | ------------------------------ | ------------------------------------------- | --------- |
| China [1]                | w/o  | Irlanda               | N/A                            | N/A                                         | N/A       |
| Republica Dominicană [2] | 3–0  | Vietnam               | Santo Domingo                  | Centro Nacional de Tenis Parque Del Este    | Dură      |
| Thailanda [3]            | 2–3  | Letonia               | Bangkok                        | Lawn Tennis Association of Thailand         | Dură      |
| Guatemala                | 0–4  | Taipeiul Chinez [4]   | Guatemala City                 | Complejo de Tenis Ing. Juan José Hermosilla | Dură      |
| Indonezia                | 3–0  | Venezuela [5]         | Jakarta                        | Gelora Bung Karno Sports Complex            | Dură      |
| Estonia [6]              | 4–0  | Pacific Oceania       | Tallinn                        | Forus Tenniscenter                          | Dură      |
| Egipt [7]                | 4–1  | Cipru                 | Cairo                          | Gezira Sporting Club                        | Zgură     |
| Grecia [8]               | 3–2  | Jamaica               | Atena                          | Ace Tennis Club                             | Zgură     |
| Monaco                   | 4–0  | Maroc [9]             | Roquebrune-Cap-Martin (Franța) | Monte Carlo Country Club                    | Zgură     |
| Bulgaria [10]            | 3–1  | Paraguay              | Sofia                          | Sport Hall "Sofia"                          | Dură      |
| Zimbabwe [11]            | 1–3  | El Salvador           | Harare                         | Harare Sports Club                          | Dură      |
| Benin                    | 1–3  | Hong Kong, China [12] | Cotonou                        | Stade de l’Amitié Général Mathieu Kérékou   | Dură      |